# Fysische kosmologie
Fysische kosmologie is een deelgebied van de kosmologie dat een poging doet om met de methoden en de kennis van de natuurwetenschappen, in het bijzonder van de fysica, verklaringen te vinden voor het gedrag en de aard van de natuur op bijzonder grote schaal. Het is de wetenschappelijke studie van de kosmos en opereert onder gelijkaardige omstandigheden als de astronomie.